# Simfonia 3 "Sincrotró Alba"
Sincrotró Alba és el títol de la tercera Simfonia de Joan Guinjoan (1931-2019), estrenada al 7 de maig de 2010 a L'Auditori de Barcelona per l'Orquestra Simfònica de Barcelona i Nacional de Catalunya sota la direcció de Ernest Martínez Izquierdo, fundador de Barcelona 216, formació instrumental especialitzada en música contemporània.
L'obra respon a l'encàrrec que Consorci de la Residència d'Investigadors CSIC-Generalitat de Catalunya i del Consorci Sincrotró-Alba - Generalitat de Catalunya-Ministeri Ciència i Innovació van fer a Joan Guinjoan al 2007 per a la inauguració del Sincrotró Alba a Cerdanyola del Vallés, al 22 de març de 2010.
La simfonia es divideix en tres moviments : I-. Moderato. Representa seqüències d'electròdes a través d'instruments de diverses famílies. II-.Calmo. Moviment calmat inspirat en els laboratoris. III-.Agitato. Moviment festiu de caràcter popular amb ritmes exòtics.

## Instrumentació
Està escrita per gran orquestra simfònica :
- 3 Flautes travesseres (també Piccolo
- 2 Oboès
- 1 Corn anglès
- 2 Clarinets
- 1 Clarinet baix
- 3 Fagots
- 4 Trompes
- 4 Trompetes en Do
- 3 Trombons
- 1 Tuba
- Timbales
- Bateria de percussió
- Cordes : Violins, Violes, Violoncels, Contrabaixos
- Piano
- Arpa